# Takla Maryam Ier d'Éthiopie
Takla Maryam Ier d’Éthiopie (Guèze ተክለ ማርያም Takla Māryām "Plante de Marie," Amharique Tekle Māryām, nom de règne Hezba Nañ ህዝበ ናኝ Hizba Nāñ), est négus d’Éthiopie sous le nom de Herzb Nan de mars 1430 à mai 1433.
Troisième fils de David Ier, il succède à son neveu Endreyas mais ne règne que trois ans.